# Le Roi Soleil
 (mai 2015).
Si vous disposez d'ouvrages ou d'articles de référence ou si vous connaissez des sites web de qualité traitant du thème abordé ici, merci de compléter l'article en donnant les références utiles à sa vérifiabilité et en les liant à la section « Notes et références ».
Cet article concerne la comédie musicale. Pour le film sorti en 2025, voir Le Roi Soleil (film). Pour le monarque, voir Louis XIV.
Le Roi Soleil est une comédie musicale produite par Dove Attia et Albert Cohen, mise en scène et chorégraphiée par Kamel Ouali. Paroles écrites par Lionel Florence et Patrice Guirao et musiques composé par un collège de compositeurs dont Benoit Poher, Essaï Altounian, Cyril Paulus.Cette comédie musicale raconte la vie et les amours de Louis XIV, dit « le Roi Soleil ». La première du spectacle a eu lieu le 22 septembre 2005 au Palais des sports de Paris. La dernière a eu lieu le 8 juillet 2007 au Palais omnisports de Paris-Bercy après 2 saisons à Paris et 2 tournées en France, Belgique et Suisse. La comédie musicale du Roi Soleil a remporté à deux reprises le NRJ music awards du Groupe/duo francophone de l'année en 2006 et en 2007.

## Histoire

### Acte I
L’histoire est introduite par Molière, qui plaint les conditions de vie du peuple de Paris du XVIIe siècle, lesquelles sont la raison principale et déterminante du déclenchement de la Fronde, un soulèvement populaire lancé contre le cardinal de Mazarin. Soudain, il est interrompu par ladite Fronde, sous les commandes du duc de Beaufort François de Vendôme (Contre ceux d’en haut). Mais, au son des canons, la révolte est matée par les autorités. Isabelle, la fille du peuple et amoureuse de François, assiste impuissante aux morts tués par les canons (Qu’avons-nous fait de vous ?).
Dans la scène suivante, dans le salon du subversif poète Scarron, on boit, on chante, on rit fort. Scarron, âgé et très malade, demande la main de la belle mais très jeune Françoise d’Aubigné (Je serai lui). On apprend aussi que le duc de Beaufort est exilé par le cardinal Mazarin.
Le jeune Louis XIV est sacré roi de France à Reims (Être à la hauteur). Sauf que le pouvoir lui est confisqué par sa mère Anne d’Autriche et Mazarin, qui mettent en doute la capacité du jeune monarque à régner seul. De toute façon, la Cour rend hommage au nouveau roi, et Monsieur, son frère, chante la comédie humaine (Ça marche).
Louis apprend l’amour auprès de Marie Mancini, une émigrée italienne sans naissance et nièce de Mazarin (Où ça mène quand on s’aime). Au début de son règne, le jeune monarque veut s’affirmer ; il décide alors de partir à la guerre à la tête de son armée, en dépit de Mazarin et de sa mère, mais Marie est prise par une mauvaise intuition (Encore du temps). Hélas, l’intuition dit vrai : Louis tombe à la guerre. Tout le monde le croit mort (Requiem Aeternam) ; par conséquent, la Cour l’oublie pour se tourner vers Monsieur, qui refuse de porter la couronne (À qui la faute).
Tout à coup, Louis revient miraculeusement à la vie. C’est à ce moment-ci qu’il tombe éperdument amoureux de Marie – qui ne l’a pas oublié – et la demande instantanément en mariage (Je fais de toi mon essentiel). Pourtant, Anne d’Autriche et Mazarin mettent fin au lien amoureux en condamnant Marie à l’exil et en forçant le jeune roi à épouser l’infante d’Espagne (S’aimer est interdit). C’est ainsi que le premier acte finit par la douleur de la séparation : Louis XIV apprend alors qu’il a sacrifié son destin d’homme à celui de roi.

### Acte II
1661 : Mazarin est mort (Repartir). Louis XIV, affermi dans toute son autorité, après s’être débarrassé de sa mère, peut enfin régner seul. Sous le nom du Roi-Soleil (Pour arriver à moi), il déclare à ses ministres : « À partir d’aujourd’hui, l’État, c’est moi ! ».
Dans ce deuxième acte, il va se perdre dans les bras de nombreuses femmes, dont la sulfureuse Madame de Montespan (Un geste de vous), et vivre dans le luxe en oubliant son peuple, qui va payer un lourd tribut à la construction d’un rêve démesuré, le château de Versailles. Colbert prévient le roi que les dépenses sont très lourdes, mais Louis est aveuglé par ses rêves de grandeur et de magnificence. Par conséquent, le royaume est au bord de la révolte. Il est annoncé aussi que le duc de Beaufort n’est pas étranger à l’agitation qui règne. Accompagné de Madame de Montespan, qui lui rappelle la Fronde menée contre Mazarin, Louis décide de le faire arrêter. Isabelle se trouve ainsi contrainte une nouvelle fois d’assister impuissante à l’emprisonnement de son amoureux. Par ailleurs, la scène est aussi un clin d’œil à l’affaire du masque de Fer, puisqu’un masque est mis sur le visage du duc (Entre ciel et terre).
Des épisodes mouvementés ébranlent la paix instaurée dans le royaume, comme l’affaire des poisons. Louis devient très amoureux de Françoise d’Aubigné, dite « Madame de Maintenon », veuve Scarron et gouvernante des enfants illégitimes qu’il a eus avec Madame de Montespan (Alors d’accord). Jalouse de cette attention, Madame de Montespan célèbre alors une messe noire officiée par la sorcière La Voisin (J’en appelle). Malgré cela, le roi réalise ce qu’il n’a pas pu réussir avec Marie Mancini – il aime toujours Françoise d’Aubigné et la demande en mariage envers et contre tous. Aussitôt, il donne l’ordre de mettre fin aux messes noires et signe la disgrâce de Madame de Montespan. Hélas, Françoise, malgré tout l’amour qu’elle porte au roi, refuse d’être sa maîtresse (Personne n’est personne).
Au même instant, le château de Versailles est enfin achevé. On chante alors l’installation de Louis et de sa cour dans ce magnifique palais (Et vice Versailles).
L’infante d’Espagne, épouse du Roi-Soleil, s’éteint. Louis refuse de se remarier avec une princesse de sang royal, et décide alors d’épouser Françoise (La vie passe). Celle-ci accepte – ainsi, le roi Louis XIV, le plus grand monarque français de tous les temps, réussit enfin à accomplir bien plus que son destin de roi, son destin d’homme (Tant qu’on rêve encore).

## Artistes

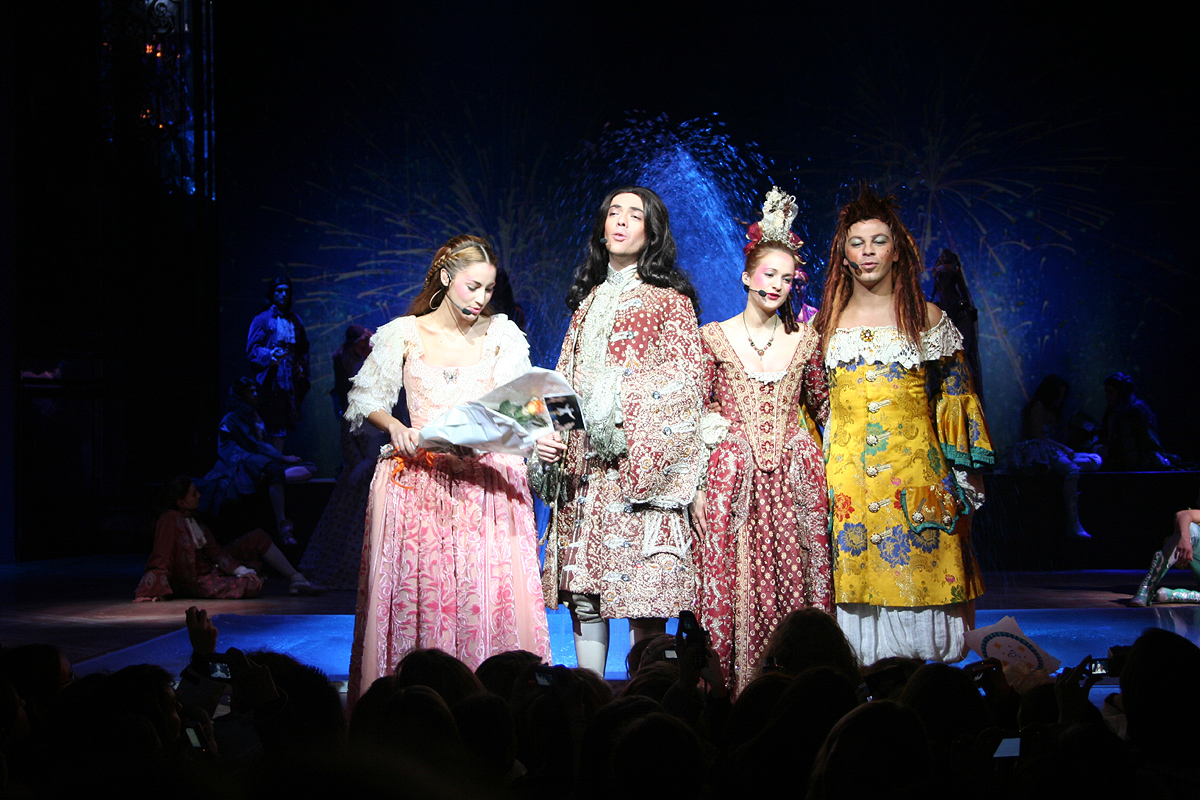
Le final. Louis XIV n'est pas joué par Emmanuel Moire mais exceptionnellement, ici, par sa doublure, Emmanuel Dahl

### Interprètes principaux
- Emmanuel Moire : Louis XIV
- Anne-Laure Girbal : Marie Mancini
- Christophe Maé : Philippe de France
- Cathialine Andria : Madame de Maintenon
- Merwan Rim : François de Vendôme
- Lysa Ansaldi : Madame de Montespan
- Victoria Sio : Isabelle, la fille du peuple

### Seconds rôles
- Marie Lenoir ou Céline Duhamel (en alternance) : Anne d'Autriche et La Voisin
- Pierre Forest : Molière et Mazarin
- Lydia Dejugnac : Ninon de Lenclos
- Tommy Pascal : Scarron
- Virgile Ledreff : Colbert

### Doublures
- Louis XIV : Emmanuel Dahl
- Madame de Montespan : Lydia Dejugnac
- Le duc de Beaufort : Virgile Ledreff
- Marie Mancini, Madame de Maintenon et Isabelle : Blandine Aggery
- Monsieur, le frère du Roi : Mehdi Kerkouche (danseur)
- Molière : François Chouquet
- Mazarin : Massimiliano Belsito (danseur)
- Anne d'Autriche : Marjorie Ascione (danseuse)
- La Voisin et Mlle de Lisieux : Sarah Gelle (danseuse)
- Ninon de Lenclos : Géraldine Couf (danseuse)
- Scarron : Baptiste Oberson

## Chansons

### Acte I
- Prélude versaillais (instrumental).
- Contre ceux d'en haut (M. Rim avec l'intervention de V. Petrosillo).
- Qu'avons-nous fait de vous ? (V. Petrosillo avec l'intervention de M. Rim).
- Je serai à lui (C. Andria).
- Être à la hauteur (E. Moire).
- Ça marche (C. Maé).
- Où ça mène quand on s'aime (A.-L. Girbal, E. Moire).
- Encore du temps (V. Petrosillo, A.-L. Girbal).
- Requiem Aeternam (en latin) (V. Petrosillo, M. Rim, A.-L. Girbal).
- À qui la faute (C. Maé).
- Je fais de toi mon essentiel (E. Moire avec l'intervention de A.-L. Girbal).
- S'aimer est interdit (A.-L. Girbal, E. Moire).

### Acte II
- Repartir (M. Rim, V. Petrosillo, C. Andria)
- Le ballet des planètes (instrumental)
- Pour arriver à moi (E. Moire)
- Un geste de vous (L. Ansaldi, C. Maé avec l'intervention d'E. Moire)
- Le bal des monstres (instrumental)
- Entre ciel et terre (M. Rim, V. Petrosillo)
- Alors d'accord (C. Andria et un enfant)
- La danse de l'aigle (instrumental)
- J'en appelle (L. Ansaldi)
- L'arrestation (instrumental)
- Personne n'est personne (V. Pétrosillo, C. Andria)
- Lyric Box (instrumental)
- Et vice Versailles (C. Maé)
- La vie passe (E. Moire, C. Andria)
- Tant qu'on rêve encore (La Troupe du Roi Soleil)
- Rappels : Être à la hauteur et Je fais de toi mon essentiel (La Troupe du Roi Soleil)

## Scènes de comédie et intermèdes musicaux

### Acte I
La révolte, Canonade, La mazarinade, Présentation de Françoise, Anne et Mazarin, Mazarinade suite, Anne et Mazarin, Hommage au roi, Le roi et Marie, On parle du roi et de Marie, Départ pour la guerre, La bataille, Le roi va mieux, Les amants surpris.

### Acte II
Confession de Mazarin, L'État c'est moi, Présentation de Montespan, Triomphe de Montespan, Montespan chez la Voisin, Françoise gouvernante, La fête à Versailles, La colère de Montespan, Le roi et l'enfant, Louis et Francoise, Le bannissement de Montespan, La lettre, Conclusion de Molière.

## Le traitement de l’histoire dansLe Roi Soleil

### L’interprétation historique

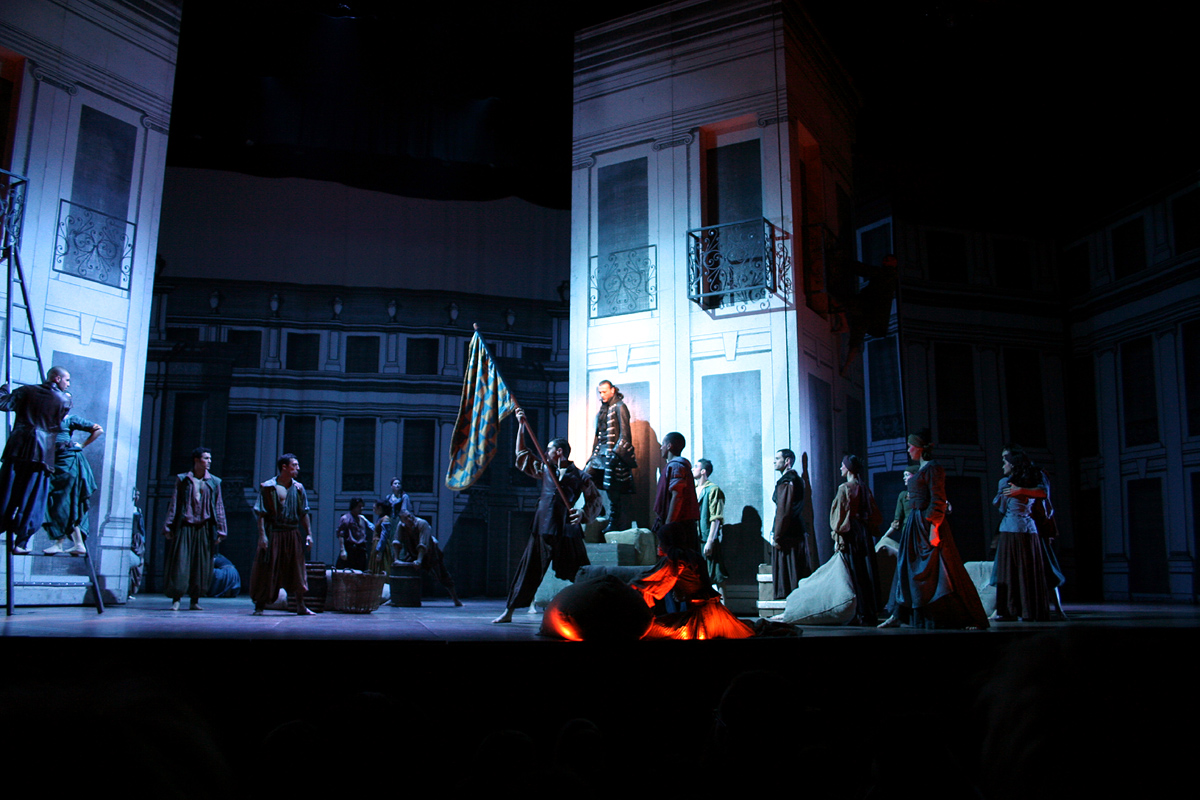
La Fronde

- La Fronde est présentée d’entrée comme un mouvement populaire, une révolution avant l’heure. Or, la Fronde est d’abord une guerre de pouvoir au plus haut sommet de l’État (Gaston de France et Condé contre Mazarin et Anne d’Autriche), relayé par le Parlement de Paris et par les corporations commerçantes de Paris, révoltées contre l’augmentation des impôts. L’interprétation des faits est ici passablement anachronique et rappelle fortement la révolution de 1830 telle qu’elle est traitée dans Les Misérables de Victor Hugo. Le duc de Beaufort y est même dépeint comme un révolutionnaire romantique, associé à une fille du peuple, Isabelle.
- Le règne de Louis XIV est présenté comme un épisode de l’histoire dénué de relief : les aspects positifs de son bilan (faveur des arts et des sciences, grands chantiers, modernisation du pays) comme ses épisodes négatifs (ruine du pays par les campagnes guerrières du roi, la révocation de l’Édit de Nantes, institutionnalisation de l’esclavagisme) sont complètement laissés de côté au profit d’une vie de cour plutôt tranquille. L’affaiblissement de la noblesse, la centralisation de la France et l’absolutisme de son roi, qui sont les faits majeurs du règne de Louis XIV, sont à peine évoqués. L’importance croissante de la religion, sous l’influence notamment de Madame de Maintenon, n’est pas mentionnée. Cependant, on ne peut pas qualifier ces omissions d’imprécisions ou d’erreurs historiques, mais elles ne donnent pas une idée bien complète de l’importance du règne de Louis XIV dans l’histoire de France. On admettra toutefois que dans le contexte d'un spectacle musical de divertissement, ce n'est pas la portée pédagogique qui prime.
- Monsieur, le frère du roi, est présenté de manière plutôt classique comme le fêtard inconséquent et fantaisiste que sa mère avait fait de lui pour l’écarter du trône. Son pouvoir financier (égal à celui du roi), son talent de militaire et son influence très particulière sur la cour ne sont pas évoqués.
- La plupart des personnages féminins sont également édulcorés, notamment celui de Marie Mancini et surtout Madame de Maintenon, qu’on présente comme une candide victime de Madame de Montespan, et dont l’influence sur Louis XIV et la fin de son règne n’est que peu évoquée.

### Les faits
- L’intoxication alimentaire qui faillit coûter la vie au roi lors de la prise de Bergues est transformée en blessure de guerre (ce n’est pas dit, mais lourdement sous-entendu).
- Le duc de Beaufort, cousin bâtard du roi, devient l’Homme au masque de fer, hypothèse déjà apparue dans la littérature sous la plume de Lagrande-Chancel mais n’ayant jamais été évoquée par des historiens, ne serait-ce que pour ses anachronismes.
- Le vieillissement du roi (qui est un homme d’âge mûr lorsqu’il épouse Madame de Maintenon) n’est pas montré.
- Les personnages masculins de la pièce ne portent pas la moustache caractéristique de l’époque.

## Autour du spectacle

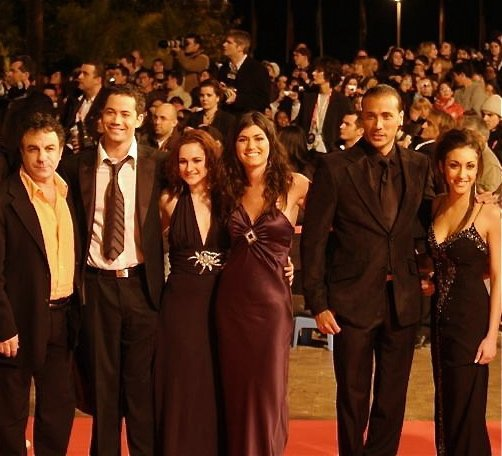
La troupe de la comédie musicale, NRJ Music Awards 2006

Après les grands succès de Notre Dame de Paris, Romeo et Juliette et Les dix commandements, les fans de  comédie musicale en France attendaient un nouveau grand spectacle d'envergure et tout était réuni pour que cela soit le Roi Soleil . Deux ans de préparation, avec un budget de six millions d'euros et le soutien de nombreux médias, notamment NRJ et TF1. Le spectacle occupe plus de cent cinquante professionnels confirmés, dont cinquante cinq rien que sur scène. Les décors, et surtout les costumes, sont extrêmement soignés, ainsi que les chorégraphies réalisées par Kamel Ouali.
Préparé par une importante présence médiatique de ses chansons, le spectacle est tout de suite un succès et est représenté 421 fois devant un total d'un million six cent mille spectateurs environ.
L'ensemble des paroles des chansons sont écrites conjointement entre Lionel Florence et Patrice Guirao. Les compositions sont econfiées à plusieurs compositeurs de renoms dont Essaï Altounian (S'aimer est interdit), Benoit Poher (Mon essentiel ), Cyril Paulus (Être à la hauteur).L'album se vend à près d'un million d'exemplaires et les singles qui en sont extraits se distribuent plutôt bien : Être à la hauteur (150 000 ex.), Je Fais de toi mon Essentiel (300 000 ex.), Tant qu’on rêve encore / Un geste de Vous (150 000 ex.), La vie passe (100 000 ex.).
Le DVD collector de la comédie musicale est édité en 2006 et comprend un making-of du spectacle réalisé par Pascal J. Jardel.

## Adaptation sud-coréenne (2014)

### Une adaptation ambitieuse
Le spectacle est monté en Corée du Sud courant 2014. Il bénéficie d'un budget très confortable de 7 milliards de wons, dont une part importante est allouée aux 360 costumes. La mise en scène est signée Park In-seon, Won Mi-sol s'occupe de la direction musicale et le chorégraphe Jeong Do-yeong réinterprète les tableaux imaginés par Kamel Ouali.
Cette adaptation suit la volonté des producteurs sud-coréens de transposer les spectacles européens sur la scène locale. En 2014, on dénombre ainsi cinq comédies musicales européennes à l'affiche à Séoul : Le Roi Soleil, Mozart!, Rebecca, Rudolf et Marie-Antoinette.

### Un échec critique et commercial
Si Mozart! ou Rebecca sont d'immenses succès ayant engendré plusieurs revivals (en), Le Roi Soleil connaît un échec commercial et un accueil plutôt mitigé. Certains journalistes saluent la richesse de la distribution, la débauche de moyens employés et les chorégraphies sophistiquées ; d'autres déplorent des techniques de projections faiblardes, l'interprétation hésitante du casting masculin, une trame monotone ainsi qu'un développement émotionnel faible, notamment autour de Louis XIV et de ses conquêtes. Le consensus général affirme que la production sud-coréenne ne parvient pas à égaler la version originale.

### Distribution
- Ahn Jae-wook / Shin Sung-rok : Louis XIV
- Yim Hye-young / Jeong Jae-eun : Marie Mancini
- Kim Seung-dae / Jung Won-young : Philippe de France
- Kim So-hyeon / Yun Gong-ju : Madame de Maintenon
- Kim Seong-min / Hui Jo : François de Vendôme
- Lee So-jeong / Gu Guo-young : Madame de Montespan
- Oh Jin-young : Isabelle, la fille du peuple

## Revival français (2025)

### Distribution
- Emmanuel Moire : Louis XIV
- ? : Marie Mancini
- ? : Philippe de France
- Clara Poulet : Madame de Maintenon
- Flo Malley : François de Vendôme
- Margaux Heller : Madame de Montespan
- Vanina : Isabelle, la fille du peuple

### Tournée 2025-2026
| Nbr de Spectacle | Dates            | Horaires | Villes                | Lieux                                |
| ---------------- | ---------------- | -------- | --------------------- | ------------------------------------ |
| 3                | 28 novembre 2025 | 20h00    | Epernay               | Le Millesium                         |
| 3                | 29 novembre 2025 | 15h00    | Epernay               | Le Millesium                         |
| 3                | 29 novembre 2025 | 20h30    | Epernay               | Le Millesium                         |
| 37               | 4 décembre 2025  | 20h00    | Paris                 | Palais des sports                    |
| 37               | 5 décembre 2025  | 20h00    | Paris                 | Palais des sports                    |
| 37               | 6 décembre 2025  | 20h30    | Paris                 | Palais des sports                    |
| 37               | 7 décembre 2025  | 15h00    | Paris                 | Palais des sports                    |
| 37               | 9 décembre 2025  | 20h00    | Paris                 | Palais des sports                    |
| 37               | 11 décembre 2025 | 20h00    | Paris                 | Palais des sports                    |
| 37               | 12 décembre 2025 | 20h00    | Paris                 | Palais des sports                    |
| 37               | 13 décembre 2025 | 15h00    | Paris                 | Palais des sports                    |
| 37               | 13 décembre 2025 | 20h30    | Paris                 | Palais des sports                    |
| 37               | 14 décembre 2025 | 15h00    | Paris                 | Palais des sports                    |
| 37               | 16 décembre 2025 | 20h00    | Paris                 | Palais des sports                    |
| 37               | 18 décembre 2025 | 20h00    | Paris                 | Palais des sports                    |
| 37               | 19 décembre 2025 | 20h00    | Paris                 | Palais des sports                    |
| 37               | 20 décembre 2025 | 15h00    | Paris                 | Palais des sports                    |
| 37               | 20 décembre 2025 | 20h30    | Paris                 | Palais des sports                    |
| 37               | 21 décembre 2025 | 15h00    | Paris                 | Palais des sports                    |
| 37               | 23 décembre 2025 | 20h00    | Paris                 | Palais des sports                    |
| 37               | 26 décembre 2025 | 20h00    | Paris                 | Palais des sports                    |
| 37               | 27 décembre 2025 | 15h00    | Paris                 | Palais des sports                    |
| 37               | 27 décembre 2025 | 20h30    | Paris                 | Palais des sports                    |
| 37               | 28 décembre 2025 | 15h00    | Paris                 | Palais des sports                    |
| 37               | 1 janvier 2026   | 17h30    | Paris                 | Palais des sports                    |
| 37               | 2 janvier 2026   | 20h00    | Paris                 | Palais des sports                    |
| 37               | 3 janvier 2026   | 15h00    | Paris                 | Palais des sports                    |
| 37               | 3 janvier 2026   | 20h30    | Paris                 | Palais des sports                    |
| 37               | 4 janvier 2026   | 15h00    | Paris                 | Palais des sports                    |
| 37               | 8 janvier 2026   | 20h00    | Paris                 | Palais des sports                    |
| 37               | 9 janvier 2026   | 20h00    | Paris                 | Palais des sports                    |
| 37               | 10 janvier 2026  | 15h00    | Paris                 | Palais des sports                    |
| 37               | 10 janvier 2026  | 20h30    | Paris                 | Palais des sports                    |
| 37               | 11 janvier 2026  | 15h00    | Paris                 | Palais des sports                    |
| 37               | 15 janvier 2026  | 20h00    | Paris                 | Palais des sports                    |
| 37               | 16 janvier 2026  | 20h00    | Paris                 | Palais des sports                    |
| 37               | 17 janvier 2026  | 15h00    | Paris                 | Palais des sports                    |
| 37               | 17 janvier 2026  | 20h30    | Paris                 | Palais des sports                    |
| 37               | 18 janvier 2026  | 15h00    | Paris                 | Palais des sports                    |
| 37               | 18 janvier 2026  | 20h30    | Paris                 | Palais des sports                    |
| 3                | 24 janvier 2026  | 15h00    | Marseille             | Dôme de Marseille                    |
| 3                | 24 janvier 2026  | 20h30    | Marseille             | Dôme de Marseille                    |
| 3                | 25 janvier 2026  | 15h00    | Marseille             | Dôme de Marseille                    |
| 4                | 31 janvier 2026  | 15h00    | Le Grand Quevilly     | Zénith de Rouen                      |
| 4                | 31 janvier 2026  | 20h30    | Le Grand Quevilly     | Zénith de Rouen                      |
| 4                | 1 février 2026   | 15h00    | Le Grand Quevilly     | Zénith de Rouen                      |
| 4                | 1 février 2026   | 20h00    | Le Grand Quevilly     | Zénith de Rouen                      |
| 4                | 6 février 2026   | 20h00    | Caen                  | Zénith de Caen                       |
| 4                | 7 février 2026   | 15h00    | Caen                  | Zénith de Caen                       |
| 4                | 7 février 2026   | 20h30    | Caen                  | Zénith de Caen                       |
| 4                | 8 février 2026   | 15h00    | Caen                  | Zénith de Caen                       |
| 3                | 13 février 2026  | 20h00    | Montpellier           | Zénith Sud Montpellier               |
| 3                | 14 février 2026  | 15h00    | Montpellier           | Zénith Sud Montpellier               |
| 3                | 14 février 2026  | 20h30    | Montpellier           | Zénith Sud Montpellier               |
| 4                | 20 février 2026  | 20h00    | Dijon                 | Zénith de Dijon                      |
| 4                | 21 février 2026  | 15h00    | Dijon                 | Zénith de Dijon                      |
| 4                | 21 février 2026  | 20h30    | Dijon                 | Zénith de Dijon                      |
| 4                | 22 février 2026  | 15h00    | Dijon                 | Zénith de Dijon                      |
| 3                | 28 février 2026  | 15h00    | Amiens                | Zénith d'Amiens                      |
| 3                | 28 février 2026  | 20h30    | Amiens                | Zénith d'Amiens                      |
| 3                | 1er mars 2026    | 15h00    | Amiens                | Zénith d'Amiens                      |
| 3                | 7 mars 2026      | 15h00    | Orléans               | Zénith d'Orléans                     |
| 3                | 7 mars 2026      | 20h30    | Orléans               | Zénith d'Orléans                     |
| 3                | 8 mars 2026      | 15h00    | Orléans               | Zénith d'Orléans                     |
| 5                | 13 mars 2026     | 20h00    | Saint-Herblain        | Zénith de Nantes Métropole           |
| 5                | 14 mars 2026     | 15h00    | Saint-Herblain        | Zénith de Nantes Métropole           |
| 5                | 14 mars 2026     | 20h30    | Saint-Herblain        | Zénith de Nantes Métropole           |
| 5                | 15 mars 2026*    | 15h00    | Saint-Herblain        | Zénith de Nantes Métropole           |
| 5                | 15 mars 2026*    | 20h00    | Saint-Herblain        | Zénith de Nantes Métropole           |
| 6                | 19 mars 2026     | 20h00    | Lille                 | Zénith de Lille                      |
| 6                | 20 mars 2026     | 20h00    | Lille                 | Zénith de Lille                      |
| 6                | 21 mars 2026     | 15h00    | Lille                 | Zénith de Lille                      |
| 6                | 21 mars 2026     | 20h30    | Lille                 | Zénith de Lille                      |
| 6                | 22 mars 2026     | 15h00    | Lille                 | Zénith de Lille                      |
| 6                | 22 mars 2026     | 20h00    | Lille                 | Zénith de Lille                      |
| 3                | 28 mars 2026     | 15h00    | Bruxelles             | Vorst Nationaal/Forest National      |
| 3                | 28 mars 2026     | 20h00    | Bruxelles             | Vorst Nationaal/Forest National      |
| 3                | 29 mars 2026     | 15h00    | Bruxelles             | Vorst Nationaal/Forest National      |
| 2                | 2 avril 2026     | 20h00    | Cournon-d'Auvergne    | Zénith d'Auvergne - Clermont-Ferrand |
| 2                | 3 avril 2026     | 20h00    | Cournon-d'Auvergne    | Zénith d'Auvergne - Clermont-Ferrand |
| 3                | 11 avril 2026    | 15h00    | Toulouse              | Zénith Toulouse Métropole            |
| 3                | 11 avril 2026    | 20h30    | Toulouse              | Zénith Toulouse Métropole            |
| 3                | 12 avril 2026    | 15h00    | Toulouse              | Zénith Toulouse Métropole            |
| 2                | 18 avril 2026    | 15h00    | Pau                   | Zénith de Pau                        |
| 2                | 18 avril 2026    | 20h30    | Pau                   | Zénith de Pau                        |
| 3                | 25 avril 2026    | 15h00    | Chasseneuil Du Poitou | Arena Futuroscope                    |
| 3                | 25 avril 2026    | 20h30    | Chasseneuil Du Poitou | Arena Futuroscope                    |
| 3                | 26 avril 2026    | 15h00    | Chasseneuil Du Poitou | Arena Futuroscope                    |
| 2                | 2 mai 2026       | 15h00    | Genève                | Arena Genève                         |
| 2                | 2 mai 2026       | 20h30    | Genève                | Arena Genève                         |
| 3                | 9 mai 2026       | 15h00    | Brest                 | Brest Arena                          |
| 3                | 9 mai 2026       | 20h30    | Brest                 | Brest Arena                          |
| 3                | 10 mai 2026      | 15h00    | Brest                 | Brest Arena                          |
| 2                | 19 mai 2026      | 20h00    | Saint Etienne         | Zénith                               |
| 2                | 20 mai 2026      | 20h00    | Saint Etienne         | Zénith                               |
| 3                | 30 mai 2026      | 15h00    | Amnéville Les Thermes | Galaxie                              |
| 3                | 30 mai 2026      | 20h30    | Amnéville Les Thermes | Galaxie                              |
| 3                | 31 mai 2026      | 15h00    | Amnéville Les Thermes | Galaxie                              |
| 3                | 6 juin 2026      | 15h00    | Eckbolsheim           | Zénith Europe Strasbourg             |
| 3                | 6 juin 2026      | 20h30    | Eckbolsheim           | Zénith Europe Strasbourg             |
| 3                | 7 juin 2026      | 15h00    | Eckbolsheim           | Zénith Europe Strasbourg             |
| 3                | 13 juin 2026     | 15h00    | Floirac               | Arkea Arena                          |
| 3                | 13 juin 2026     | 20h30    | Floirac               | Arkea Arena                          |
| 3                | 14 juin 2026     | 15h00    | Floirac               | Arkea Arena                          |
| 2                | 20 juin 2026     | 15h00    | Nice                  | Palais Nikaia de Nice                |
| 2                | 20 juin 2026     | 20h30    | Nice                  | Palais Nikaia de Nice                |
| 4                | 26 juin 2026     | 20h00    | Decines Charpieu      | LDLC Arena                           |
| 4                | 27 juin 2026     | 15h00    | Decines Charpieu      | LDLC Arena                           |
| 4                | 27 juin 2026     | 20h30    | Decines Charpieu      | LDLC Arena                           |
| 4                | 28 juin 2026     | 15h00    | Decines Charpieu      | LDLC Arena                           |
| 110 spectacles   | 79 journées      |          | 24 Villes             |                                      |